# Richard Ramirez
Ricardo Leyva Muñoz Ramírez (El Paso, Texas, 29 de fevereiro de 1960 — Greenbrae, Califórnia, 7 de junho de 2013), mais conhecido por Richard Ramírez, foi um notável criminoso norte-americano, conhecido por realizar assaltos, sequestros, estupros e assassinatos em série na região da Grande Los Angeles e São Francisco entre 1984 e 1985. Primeiramente Ramirez recebeu da imprensa a alcunha de “The Walk-In Killer”, “Valley Intruder" (já que seus primeiros ataques aconteceram na área do Vale de San Gabriel) e depois "Night Stalker" ("Perseguidor da Noite").
Ramírez, nos seus ataques, utilizou uma variedade de armas, incluindo armas de fogo, facas, machete, chave de roda, martelo assim como chutes e pisões. Ele ficou conhecido também pelo uso de imagens satânicas como pentagramas, que desenhava com batom nos locais dos ataques e nos corpos das vítimas. Ramirez nunca expressou qualquer remorso por seus crimes, ainda insultava e dava risadas durante o julgamento. O juiz que assinou sua décima-nona condenação de pena de morte afirmou que seus atos demonstravam "crueldade, insensibilidade e perversidade além de qualquer compreensão humana". Ramirez foi condenado, em 1989, por treze assassinatos de quinze cometidos, cinco tentativas de homicídio, onze atos de agressão sexual e catorze roubos. Veio morrer devido a complicações de um linfoma (câncer) enquanto aguardava execução no corredor da morte em San Quentin.

## Primeiros anos
Ricardo Muñoz Ramírez, nascido na cidade de El Paso (Estado do Texas), foi o mais novo de cinco filhos de Julián Ramírez e Mercedes Muñoz, imigrantes mexicanos da classe trabalhadora. É relembrado como sendo uma criança pacata e solitária, por aqueles que o conheciam. Com a idade de dois anos sofreu uma convulsão, após um armário ter caído sobre ele, e teve de ser suturado com mais de 30 pontos. Sofria também de convulsões e foi-lhe diagnosticada epilepsia do lobo temporal, com a idade de seis anos. Supostamente, com a idade de dez anos, começou a dormir, durante a noite, em cemitérios.
Quando tinha 13 anos começou a passar muito tempo com o seu primo Mike, um veterano das forças especiais do exército que cumpriu serviço militar no Vietname. Mike fascinou o primo Ramírez mostrando-lhe fotografias de mulheres vietnamitas que se gabava de ter torturado e assassinado. Os dois entretinham-se a fumar cannabis e viajar de carro e, de acordo com Ramírez, foi nesta altura que o primo lhe ensinou a disparar uma arma de fogo e a cortar pessoas de forma a obter um “efeito máximo ”.
Mike acabaria por assassinar a esposa enquanto Ramírez se encontrava a pouca distância. Após este episódio Ramírez continuou a fumar cannabis e começou a faltar à escola e a inalar cola. Não tardou a cometer assaltos por forma a poder financiar o consumo de estupefacientes. Frequentou a Escola Secundária Thomas Jefferson, em El Paso (Texas) mas acabou por desistir antes de completar o primeiro ano. Durante este período foi preso por duas vezes e acusado de posse de substância ilícita.
De acordo com os jornalistas da UPI, Aurelio Rojas e Kenny Mack Sisk, Ramírez começou a viver uma vida de vagabundo, fumando cannabis e alimentando-se de comida pronta. Como consequência da fraca higiene, e dieta rica em açúcares, os seus dentes começaram a apodrecer. O consumo habitual de droga, que nesta altura já havia progredido para um padrão de utilização diária de cocaína, conduziu a diversas detenções por posse de substância ilícita e furto. Foi preso por duas vezes, e acusado de  furto automóvel, a primeira em 1981 (Pasadena, Califórnia) e a segunda em 1984 (Los Angeles, Califórnia).
Michael D. Harris, numa reportagem para a UPI, escreveu que anos mais tarde o pai de Ramírez continuaria a afirmar que o seu filho era um “bom rapaz” cujo descontrolo foi originado pelo consumo de drogas. Ramírez costuma desenhar pentagramas no próprio corpo, um símbolo por vezes associado ao Satanismo. Durante uma sessão do seu julgamento ele chegou mesmo a gritar “Viva Satanás”.

## Vítimas

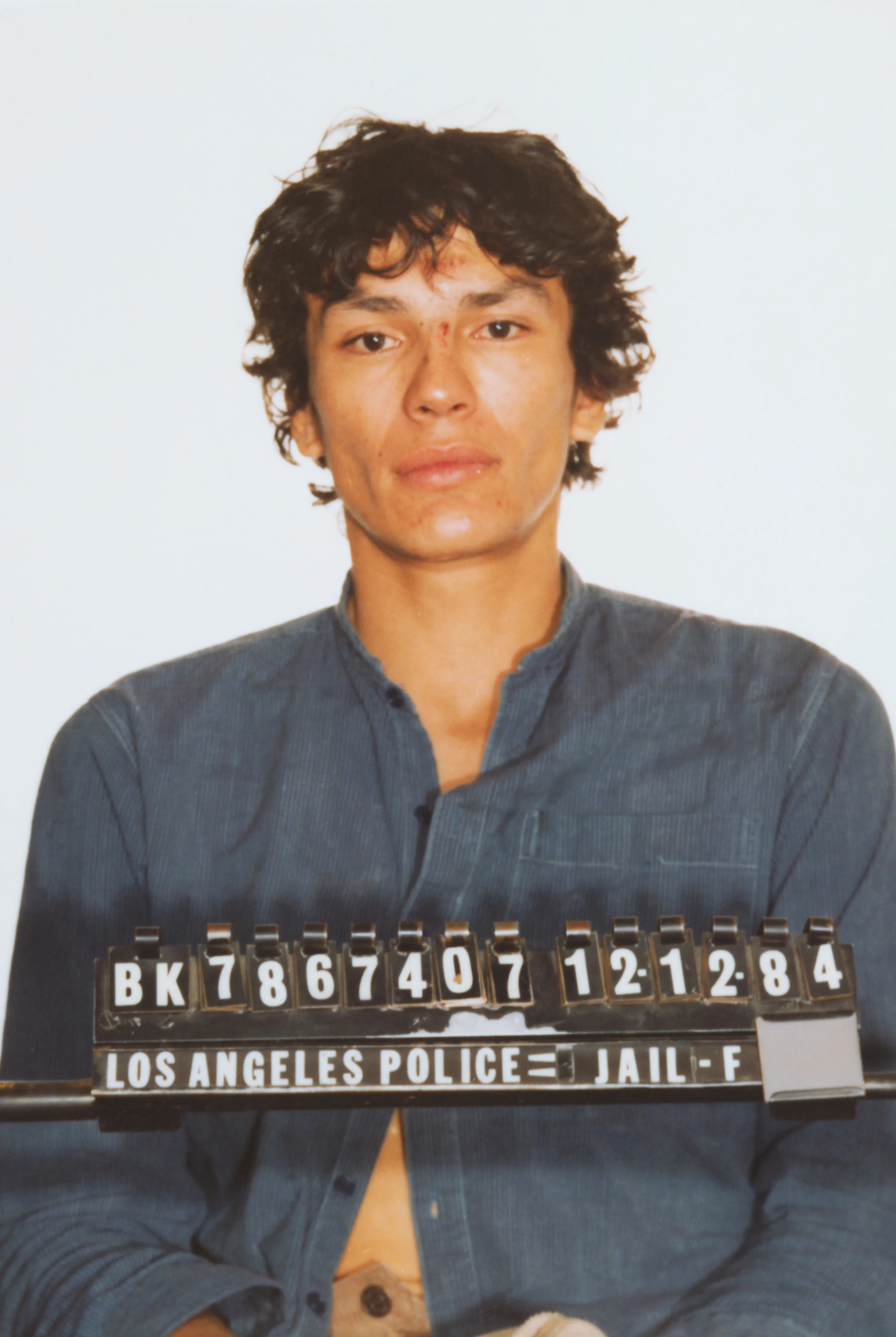
Ramírez em 1984

### Jennie Vincow
No dia 28 de junho de 1984, após ter passado uma noite a inalar cocaína, Ramírez retirou o vidro e penetrou na casa de Jennie Vincow, uma septuagenária de 79 anos natural da cidade de Glassell Park (Los Angeles). O filho da senhora Vincow, Jack, descobriu o corpo da mãe na tarde do dia seguinte. Estava deitada na cama, o cadáver apresentava marcas de ter sido esfaqueado repetidamente, e a garganta havia sido tão profundamente lacerada que quase havia provocado a decapitação. Ramírez vasculhou o seu apartamento, furtando diversos objectos. A polícia conseguiu retirar marcas de impressões digitais do vidro da janela. A autópsia, posteriormente realizada ao corpo, revelou sinais de abuso sexual.

### Maria Hernandez e Dayle Okazaki
No dia 7 de março de 1985, Maria Hernandez, de 22 anos, foi abordada quando estacionava o seu veículo na garagem do condomínio que partilhava com a colega de quarto, Dayle Okazaki, de 34 anos, na cidade de Rosemead.
Maria Hernandez descreveu Ramírez como sendo alto, trajando todo de preto, com um boné de basebol puxado para a frente da cara e empunhando uma arma. Ramírez disparou, atingindo-a no rosto enquanto ela tentava erguer os braços. A bala atingiu Hernandez na mão, tendo sido deflectida pelas chaves que segurava. Atirou-se para o chão e simulou estar morta, Ramírez, julgando tê-la morto, penetrou no condomínio. Hernandez permaneceu imóvel durante algum tempo até escutar a porta a ser fechada, foi nesta altura que abandonou o edifício. Ao se aproximar da porta da frente do condomínio, Ramírez estava a sair do edifício. Ela abaixou-se e escondeu-se atrás de uma viatura enquanto Ramírez apontava-lhe novamente a arma. Hernandez suplicou-lhe que não disparasse sobre ela, Ramírez abaixou a arma e fugiu do local.
Hernandez entrou no condomínio pela porta da frente e descobriu Okazaki morta no chão da cozinha. Havia sido baleada na testa a curta distância e a sua blusa havia sido levantada. Hernandez chamou a polícia. A autópsia posterior realizada ao cadáver conseguiu recuperar uma bala calibre .22 do crânio de Okazaki.
No exterior do edifício as autoridades encontraram um boné de basebol azul com a inscrição AC/DC na parte frontal. No julgamento, uma testemunha afirmou que o boné era semelhante ao que Ramírez costumava usar. Hernandez também identificou Ramírez como sendo o seu assaltante numa fila policial e, posteriormente, no seu julgamento.

### Tsia-Lian-Yu
Nesta mesma noite (7 de março de 1985), após o assalto a Maria Sophia Hernandez e o homicídio de Dayle Okazaki, o carro conduzido por Tsia-Lian Yu foi forçado a parar por um outro carro conduzido por um homem, posteriormente identificado como sendo Ramírez, perto de Monterey Park. Ramírez aproximou-se da viatura de Yu e puxou-a para o exterior.
Após escutar o som de uma mulher a gritar por auxílio, Joseph Duenas veio ao exterior da varanda do seu apartamento, localizado num segundo andar. Duenas voltou a entrar no apartamento e telefonou à polícia. Posteriormente regressou à varanda e observou um homem a empurrar Yu, entrar no carro dela e abandonar o local na sua viatura. Ao fugir Ramírez passou por outra viatura onde se encontrava Jorge Gallegos e sua namorada que conseguiram observar o condutor de perfil e anotaram a sua matrícula. Ambos os homens testemunharam, posteriormente, no seu julgamento.
Yu rastejou uma curta distância e permaneceu prostrada e imóvel. A polícia descobriu-a ainda a respirar, mas inconsciente. Sofreu paragem respiratória e a polícia efectuou técnicas de reanimação até à chegada da ambulância. Foi declarada morta no Lake House Inn. A autópsia revelou que havia sido baleada, por duas vezes, a curta distância no peito. A polícia descobriu que o projéctil recuperado havia sido disparado da mesma arma utilizada no homicídio de Dayle Okasaki.

### Vicent e Maxime Zazzara
Na manhã do dia 27 de março de 1985  foram descobertas mais duas vítimas. Vicent Zazzara, de 64 anos, era um analista de investimentos, reformado, que operava a sua própria pizzaria. O seu corpo foi descoberto, pelo filho Peter, que havia vindo visitá-lo. Após tocar à campainha por diversas vezes decidiu entrar na habitação. O corpo de Vicent encontrava-se no sofá, baleado na zona temporal esquerda. Aparentava ter sofrido morte imediata. O corpo da sua esposa, Maxine Zazzara, de 44 anos de idade, foi descoberto prorrogado na sua cama, em decúbito dorsal, e despido. Após executar Vincent Zazzara ele confrontou Maxine que já sabia onde ela estava, ele a amarrou e começou a saquear a casa, Maxine conseguiu se livrar das amarras e alcançou uma espingarda que o casal tinha debaixo da cama, ela puxou o gatilho mas a arma não estava carregada, Vincent havia tirado as munições por conta dos netos do casal, após isso Richard a matou com tiro na cabeça. Enfurecido, o assassino tentou remover o coração, mas não conseguiu cortar a caixa torácica, então ele arrancou os olhos e os levou. Ela também havia sido esfaqueada, repetidamente, na zona da face, pescoço, abdómen e virilhas. A autópsia posterior revelou que, tal como o marido, havia sido baleada na face, sofrido morte instantânea, sendo as facadas e a mutilação realizada post-mortem. A habitação havia sido vasculhada e assaltada.

### William e Lillian Doi
No dia 15 de abril, duas semanas após os homicídios de Vicent e Maxime Zazzara, Ramírez regressou a Monterey Park e forçou a entrada na casa de William e Lillian Doi, de 66 e 63 anos de idade respectivamente, acordando-os. Ramírez baleou primeiro William Doi acima do lábio esquerdo, a bala atravessou a sua língua e alojou-se na sua garganta. Posteriormente, Ramírez agrediu-o até perder a consciência. Seguidamente entrou no quarto de Lillian Doi, esbofeteou-a, e avisou-a que não gritasse afirmando que, se não permanecesse calada, matava-a. Prendeu-lhe as mãos atrás das costas com algemas para mantê-la imóvel enquanto vasculhava a habitação. Após descobrir o que pretendia, regressou ao quarto e violou Lillian Doi.
No entanto, William Doi não estava morto. Apesar dos diversos ferimentos na cabeça, conseguiu rastejar até ao quarto da esposa e marcou o 911. Apesar de ter sido incapaz de falar com a telefonista, a sua chamada foi localizada e foi enviada uma ambulância e um carro de patrulha. William Doi foi encaminhado para o hospital mas faleceu na ambulância. Lillian Doi foi assistida pelo pessoal médico e foi capaz de descrever à polícia o seu assaltante.

### Malvia Keller e Blanche Wolfe
Os ataques continuaram, lançando a cidade de Los Angeles num estado de pânico. Um oficial de polícia referiu-se ao assassino/violador como o “Valley Intruder” (Intruso do Vale). Vários jornais locais atribuíram-lhe a alcunha de “Midnight Stalker” (Perseguidor da Meia-noite). Na primavera de 1985, a frequência dos seus homicídios escalou, e por volta do Verão atingiu o seu pico.
No dia 20 de maio, Malvia Keller (por vezes identificada como Mabel Bell), de 83 anos, juntamente com a sua irmã inválida Blanche Wolfe (por vezes identificada como Florence Lang), de 80 anos, foram descobertas na casa de Malvia Keller em Monrovia. Ambas as mulheres haviam sido severamente agredidas com um martelo. Quando, posteriormente, a polícia encontrou o martelo descobriu que o cabo encontrava-se rachado. Wolfe apresentava uma ferida perfurante acima de uma orelha. Um pentagrama invertido, com a ponta a apontar para baixo, havia sido desenhado, com uma batom, na zona interior da coxa de Malvia Keller. Um segundo pentagrama foi desenhado na parede do quarto sobre o corpo de Blanche Wolfe. Blanche Keller, a irmã mais velha, havia sido violada. Os especialistas da polícia estimaram que as irmãs permaneceram na habitação durante dois dias até serem descobertas. Os médicos ainda conseguiram reanimar Blanche Wolfe, mas a irmã Malvia Keller faleceu pouco tempo depois.

### Ruth Wilson
No dia 30 de maio de 1985 Ruth Wilson (por vezes identificada como Carol Kyle), de 41 anos, foi acordada a meia da noite por uma luz de lanterna apontada à sua cara. Ramírez havia, silenciosamente, penetrado na sua habitação, e estava a apontar-lhe uma arma à cabeça. Ordenou-lhe que saísse da cama e fosse para o quarto do filho de 12 anos. Ramírez apontou a arma à cabeça do filho, advertindo Ruth Wilson que permanecesse calada. Seguidamente algemou o rapaz e prendeu-o num armário.
Pensando que Ramírez era penas um ladrão ofereceu a Ramírez o seu bem mais valioso, um colar de ouro com diamantes. Wilson encaminhou Ramírez ao guarda-roupa do seu quarto, onde guardava o colar, na esperança que isso o acalmasse. Após vasculhar a casa ordenou a Wilson que colocasse as mãos atrás das costas e amarou-as com roupa interior da vítima. Então atirou-a para cima da cama e violou-a. Wilson disse a Ramírez que deve ter tido uma vida muito infeliz para fazer aquilo com ela. Alegadamente, ele respondeu que ela estava muito bem para a idade que tinha e que, apesar de ter assassinado muitos outros, iria permitir que ela vivesse. Quando ela se queixou da pressão nos pulsos ele afrouxou a amarra e trouxe-lhe um robe antes de libertar o seu filho do armário e algemá-los lado a lado. Depois abandonou o local.
Posteriormente o rapaz foi capaz de alcançar o telefone e telefonar para o 911. Quando a polícia pediu a Wilson que descrevesse o seu assaltante ela afirmou tratar-se de um homem alto, hispânico, com cabelo escuro, longo e ondulado.

### Patty Elaine Higgins
O corpo de Patty Higgins, de 28 anos, foi descoberto na sua casa em Arcadia. Havia sido sodomizada e a sua garganta cortada.

### Mary Louise Cannon
No dia 2 de julho de 1985 o corpo de Mary Louise Cannon, de 75 anos de idade, foi descoberto na sua casa, em Arcadia. Havia sido agredida, a sua garganta cortada e a sua casa assaltada.

### Whitney Bennet
No dia 5 de julho de 1985, Ramírez regressou a Arcadia entrou no quarto de Whitney Bennet de 16 anos de idade, aluna da Escola Secundária de La Cañada, e enquanto dormia, a assaltou com uma chave de roda que havia trazido consigo, em seguida tentou estrangular Bennet com um fio telefônico, mas se assustou com faíscas que saíram do fio e fugiu, mais tarde ele iria revelar que achou que as faíscas seria uma intervenção divina. De acordo com a biografia de Richard Ramírez (Carlo, 1996) Whitney Bennet viria a casar com Mike Salerno, o detective principal nos casos do “Night Stalker” e do “Hillside Stranglers”, após conhecê-lo enquanto esperava para testemunhar no julgamento.

### Joyce Lucille Nelson
Dois dias depois, em 7 de julho de 1985 o corpo de Joyce Lucille Nelson, de 61 anos, foi descoberto espancado até a morte por um objecto arredondado na sua casa em Monterey Park. Nelson encontrava-se empregada no Coast Envelope, em Los Angeles (Califórnia).

### Sophie Dickman
Na mesma noite do dia 7 de julho de 1985, em Monterey Park, Sophie Dickman, uma enfermeira de 63 anos, foi acordada por volta das 3.30 a.m. por um “homem alto, magro e todo vestido de preto”. O homem, que coincidia com a descrição do “Night Stalker”, apontava-lhe uma arma. Ordenou-lhe que saísse da cama e que entrasse na casa de banho, advertindo-a que permanecesse calada. Após vasculhar a casa, regressou à casa de banho e trouxe-a de volta para o quarto. Tentou violá-la e sodomizá-la mas não conseguiu manter uma erecção. Estava frustrado e humilhado, e ela estava certa de que seria assassinada. Ele gritou furiosamente na direcção da vítima mas recolheu os valores que havia furtado e saiu. Sophie Dickman ficou admirada com o facto de Ramírez lhe haver poupado a vida.

### Lela e Max Kneiding
Menos de duas semanas depois, em 20 de julho de 1985, Ramírez dirigiu-se a uma nova localização na área de Los Angeles, Glendale, à casa de Lela e Max Kneiding, ambos com 66 anos de idade. Trouxe com ele uma nova arma, um machete. Apesar de todas as portas e janelas se encontrarem fechadas, o assassino cortou um vidro nas portas de batente, introduziu a mão e abriu-as. O machete foi utilizado no pescoço de Max e, depois, o assassino tentou atingir Lela mas falhou. Ramírez sacou a sua pistola de 0.22 e tentou baleá-la, a arma encravou. Enquanto as vítimas suplicavam pela sua vida, Ramírez limpou a arma e matou-as. Então, mutilou-as com o machete depois de mortos. A casa foi assaltada. Ramírez trazia com ele receptor rádio de alta frequência e fugiu do local quanto ouviu o alerta na frequência policial.

### Christopher e Virginia Pertersen
Em 6 de agosto de 1985 Ramírez escolheu, para vítimas, outro casal, Christopher e Virginia Petersen de 38 e 27 anos de idade respectivamente. Ramírez invadiu a sua casa, em Northbridge, através de uma porta de vidro deslizante, que lhe deu acesso à sala. Antes de entrar no seu quarto armou a pistola automática de 0.22. Virginia tinha um sono leve e acordou com o som de um clicar metálico. Ramírez avançou para ela com ambas as mãos na arma. Ela gritou com ele e ele disse-lhe para ficar calada ao mesmo tempo que a baleava debaixo do olho esquerdo. A bala perfurou-lhe o palato, atravessou a garganta e saiu pela parte de trás do pescoço. Christopher acordou e, a início, pensou tratar-se de uma brincadeira. Olhou para a cara da mulher e foi baleado por Ramírez na têmpora esquerda, mas a bala não perfurou o crânio da vítima. Ele reagiu e atacou Ramírez disparou mais duas vezes, ambos os tiros falharam. Enquanto lutavam Christopher ficou por baixo das costas do assassino e pressionado contra o chão, Ramírez aproveitou a oportunidade para fugir pelo mesmo local por onde havia entrado. Christopher e Virginia Peterson sobreviveram ao brutal ataque.

### Elvas e Sakina Abowath
Dois dias passados sobre o último ataque Ramírez voltou à carga, desta vez em Diamond Bar. Elvas Abowath, de 35 anos, foi baleado na cabeça e morto enquanto dormia. Após matar o marido, Ramírez molestou a sua esposa Sakina Abowath de 29 anos de idade. Violou-a, sodomizou-a e forçou a realizar felação. Os peritos que elaboraram o seu perfil acreditavam que este era o seu método preferido de ataque: matar o elemento do sexo masculino e violar o elemento do sexo feminino.

### Peter e Barbara Pan
O Condado de Los Angeles estava num estado de pânico. Os crimes do “Night Stalker” estavam a tornar-se mais frequentes, os intervalos entre crimes a encurtar e a sua gravidade a escalar. Não havia duvida de que voltaria a atacar. Mas, contrariamente ao habitual, Ramírez decidiu abandonar o seu território familiar. Após o ataques aos Abowath decidiu rumar mais a norte.
No dia 18 de agosto de 1985, os corpos de Peter e Barbara Pan foram descobertos na sua cama, encharcada de sangue, em Lake Merced, um complexo habitacional em São Francisco. Ambos haviam sido baleados na cabeça. Peter Pan, um contabilista de 66 anos de idade, foi declarado morto no local. Barbara Pan, de 64 anos, sobreviveu mas permaneceria inválida para o resto da vida. O assassino desenhou na parede, com cortes um pentagrama invertido e as palavras “Jack the Knife” referenciando a letra de “The Ripper” canção da banda britânica de heavy metal Judas Priest que por sua vez referenciou na canção “Jack the Ripper”(Jack, o Estripador).
A polícia local determinou que o assassino havia entrado na casa através de uma janela que estava aberta. Temendo que o assassino de Los Angeles houvesse se mudado para a sua zona, os investigadores de homicídios enviaram uma bala, que havia sido removida de Peter Pan, a uma equipa forense em Los Angeles. A bala era coincidente com outras recuperadas de dois locais do crime no Condado de Los Angeles.
O pânico espalhou-se através da cidade de São Francisco. Para acalmar o clima de medo, a Prefeita da cidade Dianne Feinstein dirigiu-se ao público e falou sobre a procura do “Night Stalker” mas, ao fazê-lo, irritou os detectives por ter revelado detalhes dos crimes que apenas o assassino e os investidores sabiam, no entendimento dos mesmos, comprometendo a investigação. Revelou que a polícia sabia, por balística que tipo de arma o assassino usava e entregou que a polícia tinha conhecimento do tênis usado pelo assassino, Ramirez usava um tênis específico e único de uma empresa nova, a Avea, que deixou diversas pegadas em varias cenas de crime. Na manhã seguinte, após ler o jornal, Ramírez atirou a arma e os sapatos da Ponte Golden Gate.
Mas a polícia de São Francisco teve sorte quando o gerente do Hotel Bristol, em Tenderloin, informou que um jovem, com descrição idêntica à do assassino, havia permanecido no seu hotel, de forma espaçada, ao longo do último ano e meio. O gerente recordou-se que o homem tinha dentes estragados e cheirava mal. A policia investigou o último quarto onde ele havia permanecido, na porta da casa de banho descobriu o desenho de um pentagrama. O suspeito havia abandonado o hotel no dia 17 de agosto, Peter e Barbara Pan haviam sido atacados na noite desse mesmo dia.
Os investigadores localizam um homem de El Sobrante (a este de São Francisco) que afirmava ter comprado joalharia – um anel de diamantes e um par de botões de punho – a um homem jovem que correspondia à descrição do “Night Stalker”. Investigações posteriores revelaram que estes itens haviam pertencido a Peter Pan.

### Bill Carns e a sua noiva
Em 24 de agosto, enquanto a policia de São Francisco se esforçava para descobrir o jovem homem de dentes estragados, o “Night Stalker" havia escolhido outro casal para vítimas. Este casal não se encontrava na Bay Area mas em Mission Viejo, 50 milhas a sul de Los Angeles.
Bill Carns, e a sua noiva de 29 anos de idade, tinham acabado de adormecer quando foram acordados, subitamente, pelo ruído de tiros no quarto. Instintivamente, ela virou-se para o noivo mas ele já havia sido gravemente ferido. Antes de ter tempo de se aperceber do que se estava a passar, o intruso agarrou-o pelo cabelo e arrastou-a para outro quarto onde lhe amarrou os joelhos e pulsos com gravatas. O homem perguntou-lhe então se ela o conhecia, admitindo tratar-se do assassínio que estava a ter toda aquela cobertura na imprensa e na televisão. Vasculhou a casa em busca de artigos de valor mas não encontrou nada, suficientemente pequeno, para roubar facilmente. Furioso com o facto de o casal ter tão pouco, regressou para junto da noiva e violou-a por duas vezes.
Temerosa das suas reacções seguintes, ela disse que procurasse numa gaveta onde sabia que o noivo costumava guardar algum dinheiro. “Swear to Satan” (“Jura por Satanás), o assassino disse-lhe. Ela fez o que ele disse e jurou por Satanás que estava a contar a verdade. Ramírez descobriu o dinheiro e, enquanto o contava, começou, alegadamente, a gozar dela dizendo que aquilo era quanto ela valia. Mas o assassino ainda não tinha acabado. “Jura o teu amor a Satanás”, disse. Receoso do que ele poderia fazer a seguir, fez o que ele pediu. “Adoro Satanás”, a vítima disse. Ramírez ordenou que repetisse a frase por mais duas vezes. Depois, agarrou-a pelo cabelo, forçou-a a ajoelhar-se e a realizar felação. Quando terminou, afastou-se e ficou a olhá-la. Ainda presa pelas gravatas pensou que Ramírez iria matá-la tal como já havia morto o seu noivo. No entanto, Ramírez começou subitamente a rir e fugiu. Ela, rapidamente, conseguiu libertar-se e telefonou para o 911.

### Vítimas adicionais
No dia 22 de outubro de 2009 o departamento de polícia de São Francisco anunciou que havia relacionado Richard Ramírez ao homicídio de Mei Leung, de nove anos de idade, morta em 10 de abril de 1984 sendo assim a sua primeira vítima.  O detective de homicídios Holly Pera submeteu provas de ADN ao CODIS que identificou o perfil de ADN. de Ramírez. A criança foi encontrada em um porão, parcialmente nua e enforcada com uma corda. Leung ainda seria estuprada antes de ser torturada e morta. Ramírez estava em São Francisco na ocasião, em um hotel próximo de onde o corpo foi encontrado. Um segundo perfil foi encontrado na cena, e, segundo a polícia, o dono teria sido identificado mas não tendo seu nome publicado pois na época do crime era um menor.

## Perseguição e captura
Na noite de 24 de agosto, um jovem, que trabalhava numa moto na garagem do pai, reparou num Toyota cor de laranja que andava pela vizinhança, reparou novamente no mesmo carro quando este abandonava o local. Como lhe pareceu suspeito, anotou o número da placa. Na manhã seguinte, informou à polícia sobre a viatura. Através do número da placa, a polícia conseguiu determinar que o Toyota cor de laranja de 1976 havia sido roubado em Chinatown (Los Angeles), enquanto o dono jantava num restaurante. Foi lançado um alerta sobre o carro e, passados dois dias, foi localizado em Rampart (Los Angeles). Havendo relacionado a viatura com Ramírez, a polícia montou vigilância durante 24 horas na esperança que Ramírez regressasse para levar o carro, o que nunca aconteceu. Uma equipa forense examinou o carro e descobriu uma impressão digital que enviou para Sacramento para ser analisada. Algumas horas mais tarde o sistema informático identificou a impressão digital. Pertencia a Ricardo Leyva Muñoz Ramírez. Análises posteriores revelaram que a impressão digital coincidia com outra descoberta de uma janela da casa da família Pan, nos arredores de São Francisco.
No dia 29 de agosto Ramírez chegou à estação de autocarros da Greyhound em Los Angeles, após regressar da casa do seu irmão em Tucson, Arizona. Quando Ramírez abandonava a estação de autocarros notou que a área estava repleta de polícias, no entanto, conseguiu escapar, desconhecendo o facto de a polícia o ter identificado como sendo o “Night Stalker. Ao entrar numa loja de esquina os donos repararam na sua cara e reconheceram-na das fotos do jornal. Um dos donos gritou “El Matador” (o assassino, em castelhano). Ramírez voltou-se e viu a sua cara nas capas de vários jornais, pegou o jornal La Opinión, e fugiu.
Ramírez correu duas milhas em 12 minutos, dirigindo-se para este a partir da baixa de Los Angeles. Tentou roubar o Mustang vermelho de Faustino Pinon. Ramírez, que vestia uma t-shirt preta, tinha saltado por cima de várias vedações, na esperança de encontrar alguma viatura que pudesse roubar facilmente. Notou que o Mustang vermelho estacionado estava destrancado e com as chaves na ignição. Entrou no carro e ligou o motor mas não reparou que o dono estava por baixo da viatura a reparar a transmissão. Quando Pinon, de 56 anos, ouviu o motor a ser ligado rebolou de debaixo do carro. Irritado por alguém estar a tocar no seu preciso bem, meteu as mãos pela janela e agarrou Ramírez pelo pescoço. Ramírez avisou-o que tinha uma arma mas Pinon ignorou-o. Ramírez engatou uma velocidade e tentou arrancar mas Pinon continuou a segurá-lo pelo pescoço. O carro embateu primeiro contra uma vedação e depois contra a garagem.
Pinon conseguiu abrir a porta, puxou Ramírez para a rua, e atirou-o ao chão. Ramírez conseguiu levantar-se e atravessou a rua encontrando Angelina de la Torres, de 28 anos, a entrar na sua viatura. Correu até ao carro da jovem e introduziu a cabeça através da janela da viatura, ordenando-lhe que lhe entregasse as chaves e ameaçando-lhe, em castelhano, que se não o fizesse seria morta. Ela gritou por ajuda e o seu marido, de 32 anos, veio a correr do pátio traseiro. De acordo com Nancy Skelton, do jornal Los Angeles Times, agarrou um pedaço de metal da vedação. Entretanto José Burgoin, que havia escutado a luta à porta de Pinon, chamou a polícia e correu para o exterior para ajudar Pinon. Quando escutou o grito de Angelina chamou pelos filhos Jaime e Júlio, de 21 e 17 anos respectivamente, para o auxiliarem. Quando os irmãos correram para ajudar a senhora de la Torres viram Ramírez no banco da frente do seu carro. O irmão mais velho reconheceu-o das fotografias publicadas nos jornais e na televisão e gritou que Ramírez era o assassino. Ramírez desatou a fugir e foi perseguido pelos irmãos e por Manuel de la Torres. Quando o conseguiu alcançar Manuel de la Torres atingiu-o, no pescoço, com o poste metálico que ainda trazia consigo.
Ramírez continuou a correr mas os três homens insistiram na perseguição, com Manuel de la Torres a golpeá-lo, repetidamente. Jaime Burgoin, ao alcançar Ramírez, soqueou-o, este caiu mas rapidamente se levantou e continuou a correr sempre perseguido pelos três homens. Um golpe mais forte, desferido por Manuel de la Torres, atingiu Ramírez na cabeça e este caiu prostrado no chão tendo sido segurado pelos três homens até à chegada da polícia.
Apenas um dia após a divulgação pública da sua fotografia, Ramírez encontrava-se preso. Após a sua prisão, Ramírez, de 25 anos, foi acusado de 14 homicídios e de 31 outros crimes associados ao seu frenesim criminoso de 1985. Foi acusado de um 15º homicídio, em São Francisco, e de violação e homicídio em Orange County.

## Julgamento e condenação

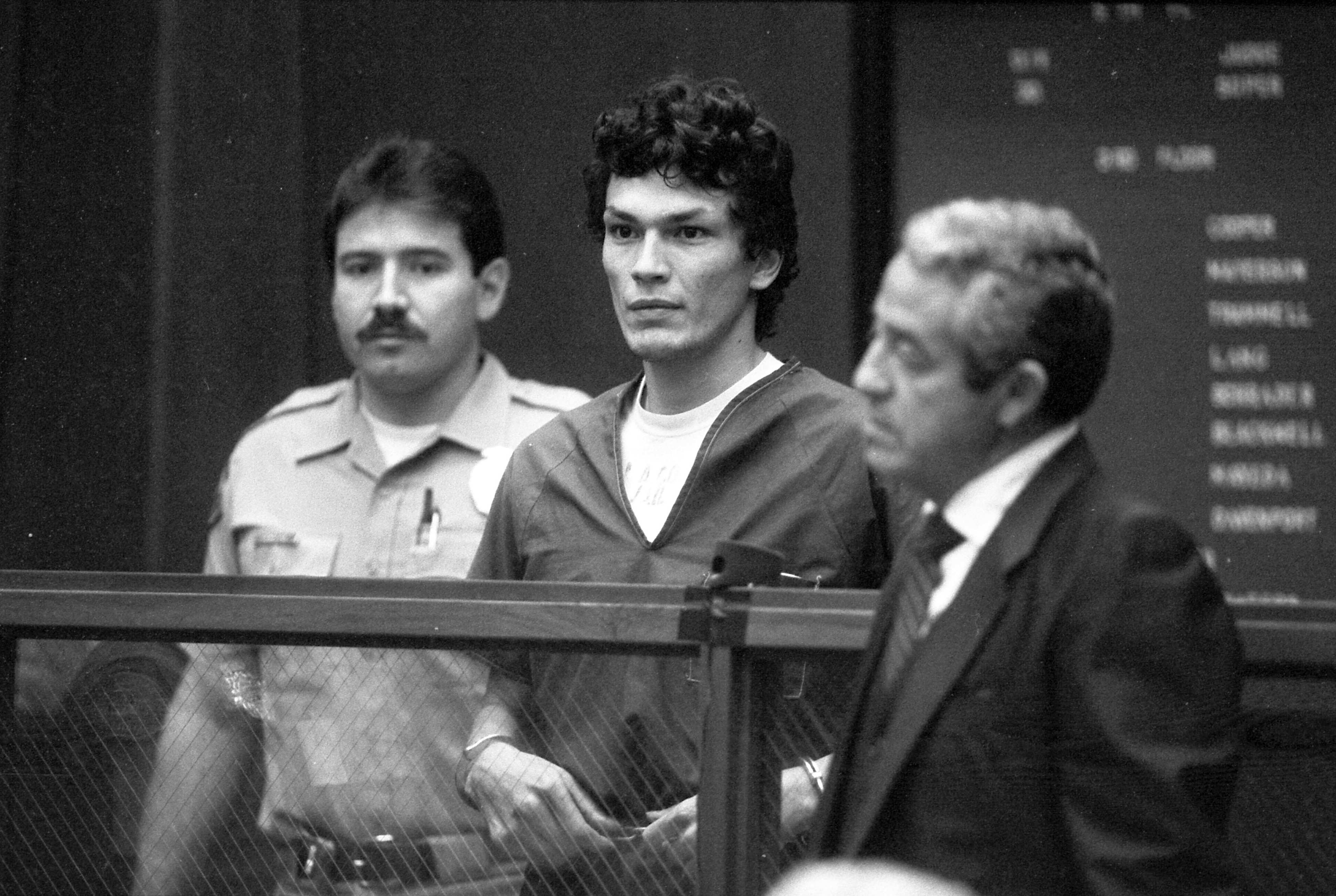
Ramirez durante seu julgamento.

A selecção do júri que julgaria este caso teve início no dia 22 de julho de 1988. O jornal Los Angeles Times publicou que alguns funcionários prisionais escutaram Ramírez a planear assassinar o delegado do ministério público com uma arma, que Ramírez pretendia introduzir clandestinamente na sala de tribunal. Consequentemente, foi instalado um detector de metais no tribunal e realizados buscas intensivas às pessoas que entravam para assistir ao julgamento. Em 14 de agosto, o julgamento foi interrompido devido ao facto de um dos jurados, Phyllis Singletary, não se ter apresentado na audiência. Na tarde do mesmo dia o seu corpo foi descoberto, baleado, no seu apartamento. O júri estava aterrorizado, questionando-se se Ramírez havia orquestrado este acontecimento a partir do interior da sua cela ou se seria capaz de atingir outros membros do júri. No entanto, Ramírez não havia sido responsável pela morte de Phyllis Singletary, ela havia sido baleada e morta pelo namorado que, posteriormente suicidou-se com a mesma arma, num quarto de hotel. O membro alternativo do júri, que substituiu Phyllis Singletary, estava demasiado assustada para regressar à própria casa.
Em 20 de setembro de 1989, Ricardo Ramírez foi declarado culpado de 13 acusações de homicídio, 5 acusações de tentativa de homicídio, 11 acusações de assédio sexual e 14 acusações de roubo. No dia 7 de novembro de 1989 foi sentenciado à pena de morte na câmara de gás do estado da Califórnia. O julgamento de Ricardo Ramírez foi um dos mais longos e difíceis julgamentos na história americana. Foram entrevistas mais de 1600 possíveis jurados, testemunharam mais de uma centena de testemunhas e, embora algumas tivessem dificuldade em se lembrar alguns factos passados tantos anos, outras foram bastante lestas a identificar Ricardo Ramírez.
Quando foi a julgamento Ramírez tinha fãs que lhe escreviam cartas e o visitavam na cadeia. Doreen Lioy, editora freelancer de uma revista, escreveu-lhe perto de 75 cartas, após a sua captura. Ele pediu-lhe em casamento e, no dia 3 de outubro de 1996, casaram na Prisão Estadual de San Quentin, Califórnia.

## Apelos
Em 7 de agosto de 2006, a sua primeira ronda de apelos, a nível estadual, terminou, infrutiferamente, quando Supremo Tribunal da Califórnia manteve as suas condenações e a pena de morte. No dia 7 de setembro de 2006, o Supremo Tribunal da Califórnia recusou um pedido para nova audiência.

## AC/DC
Ramírez era fã da banda australiana de hard rock AC/DC e, de acordo com fontes policiais, vestiu uma camiseta do AC/DC quando cometeu alguns dos crimes tendo mesmo deixado ficar um chapéu da banda num local do crime. A canção “Night Prowler”, do álbum “Highway to Hell”, que descreve a entrada sorrateira nocturna no quarto de uma pessoa, era, alegadamente, a canção favorita de Ramírez e contribuiu para a sua alcunha “Night Stalker”.
Anos mais tarde, o incidente foi descrito na edição dos AC/DC no programa da VH1, “Behind the Music”. A banda explicou que, embora a canção tivesse adquirido uma conotação negativa associada aos homicídios, na realidade era sobre um rapaz que entrava, às escondidas, no quarto da namorada, sem os pais dela saberem. A banda chegou a cancelar eventos nos Estados Unidos do então novo álbum “Fly on The Wall” após a má publicidade.

## Morte
Morreu em 7 de junho de 2013, de câncer  no Marin General Hospital dentro da Prisão Estadual de San Quentin onde esperava para ser executado.
| “ | A morte, hoje, de Richard Ramirez na prisão encerra um capítulo sombrio na história de Los Angeles. Não podemos nos esquecer das vítimas que sofreram nas mãos dele. E também não podemos nos esquecer das famílias destas vítimas que ainda estão sofrendo com a memória de seus entes queridos. | ” |